# Крістіан д'Оріола
Крістіан д'Оріола  (фр. Christian d'Oriola; 3 жовтня 1928 — 29 жовтня 2007) — французький фехтувальник, олімпійський чемпіон.

## Біографія
Крістіан д'Оріола вперше став чемпіоном світу в 1947 році в Лісабоні, виборовши золоті нагороди, як в особистому заліку, так і в командній першості рапіристів. На Олімпійські ігри 1948 року в Лондоні вирушає у віці 19 років та, дійшовши до фіналу в особистій першості, програє своєму співвітчизнику Жеану Бюану, якого пізніше вважав своїм вчителем. Але на Іграх 1948 року Крістіан д'Оріола все-таки стає олімпійським чемпіоном у складі збірної Франції, що перемогла у фіналі командної першості італійців. Через рік після Олімпіади Крістіан знову стає чемпіоном світу і в особистій, і в командній першості. На Олімпійські ігри в Гельсінкі 1952 року французький спортсмен їде в ранзі фаворита та виправдовує надії, виграючи дві чергові олімпійські золоті нагороди. В фінальному змаганні особистої першості французом був переможений майбутній 6-разовий олімпійський чемпіон італієць Едоардо Манджаротті. В 1953 і 1954 роках на двох чемпіонатах світу підряд д'Оріола знову стає найсильнішим рапіристом світу в особистій першості. Олімпійські ігри 1956 року в Мельбурні приносять спортсмену 4-у золоту нагороду в особистій першості, а також срібну у складі збірної Франції. Після цих Ігор серйозних перемог у великому спорті Крістіан не здобув, давались взнаки проблеми зі здоров'ям, однак слід відмітити, що в 1970 році сорокадворічний Крістіан д'Оріола в черговий раз став чемпіоном Франції з фехтування у складі команди шаблистів.
Помер спортсмен в 2007 році, коли йому було 79.

## Виступи на Олімпіадах
| Олімпіада      | Дисципліна       | Місце |
| -------------- | ---------------- | ----- |
| Лондон 1948    | рапіра, особисті | 2     |
| Лондон 1948    | рапіра, командні | 1     |
| Гельсінкі 1952 | рапіра, особисті | 1     |
| Гельсінкі 1952 | рапіра, командні | 1     |
| Мельбурн 1956  | рапіра, особисті | 1     |
| Мельбурн 1956  | рапіра, командні | 2     |
| Рим 1960       | рапіра, особисті | 8     |
| Рим 1960       | рапіра, командні | 5T    |
| Рим 1960       | шпага, командні  | 9T    |